# Есир
Есир (Æsir) или Аси је колективно име за главну расу нордијских богова. Уз богове Есира постоје и богови Ванира. Живели су у Асгарду.
Есирски богови под вођством Одина су: Балдер (бог лепоте), Браги (бог речитости), Форсети (бог медитације), Фрејр (бог плодности, првобитно је био из Ванира), Хејмдал (чувар моста), Холдр (слепи бог), Локи (бог ватре и савезник мразних дивова), Њорд (бог мора, првобитно из Ванира), Тор (бог громова), Тир (бог рата), Вили (Одинов брат), Ве (Одинов брат), Видар (Одинов син). 
Богиње Есира су: Фреја (богиња плодности), Фриг (Одинова жена), Сиф (Торова жена) и Идун (чуварица јабука младости).